# Cavala (Grécia)
Kavala ou Cavala (em grego: Καβάλα, Kavála el) é uma cidade no norte da Grécia, o principal porto marítimo da Macedónia oriental e a capital da Unidade regional de Kavala.
Fica situada na Baía de Kavala, em frente à ilha de Thasos e é servida pela autoestrada A2, a famosa Egnatia Odos (Via Egnácia) a uma hora e meia de automóvel de Salónica (160km a oeste) e a quarenta minutos de Drama (37 km a norte). Fica também a cerca de 150 km a oeste de Alexandroupoli, a última cidade grega na Trácia oriental com fronteira à Turquia europeia.
Cavala é um importante centro económico do norte da Grécia, devido a negócios, turismo, pesca e atividades relacionadas com o petróleo, para além dum antigo e próspero comércio de tabaco.

## Nomes
Historicamente a cidade foi conhecida por vários nomes. Na Antiguidade, o nome da cidade era Neapolis ('cidade nova', como muitas colónias gregas). No início da Idade Média, foi renomeada para Christo(u)polis ('cidade de Cristo') e, a partir do século XVI, para a atual Kavala.

### Antiguidade

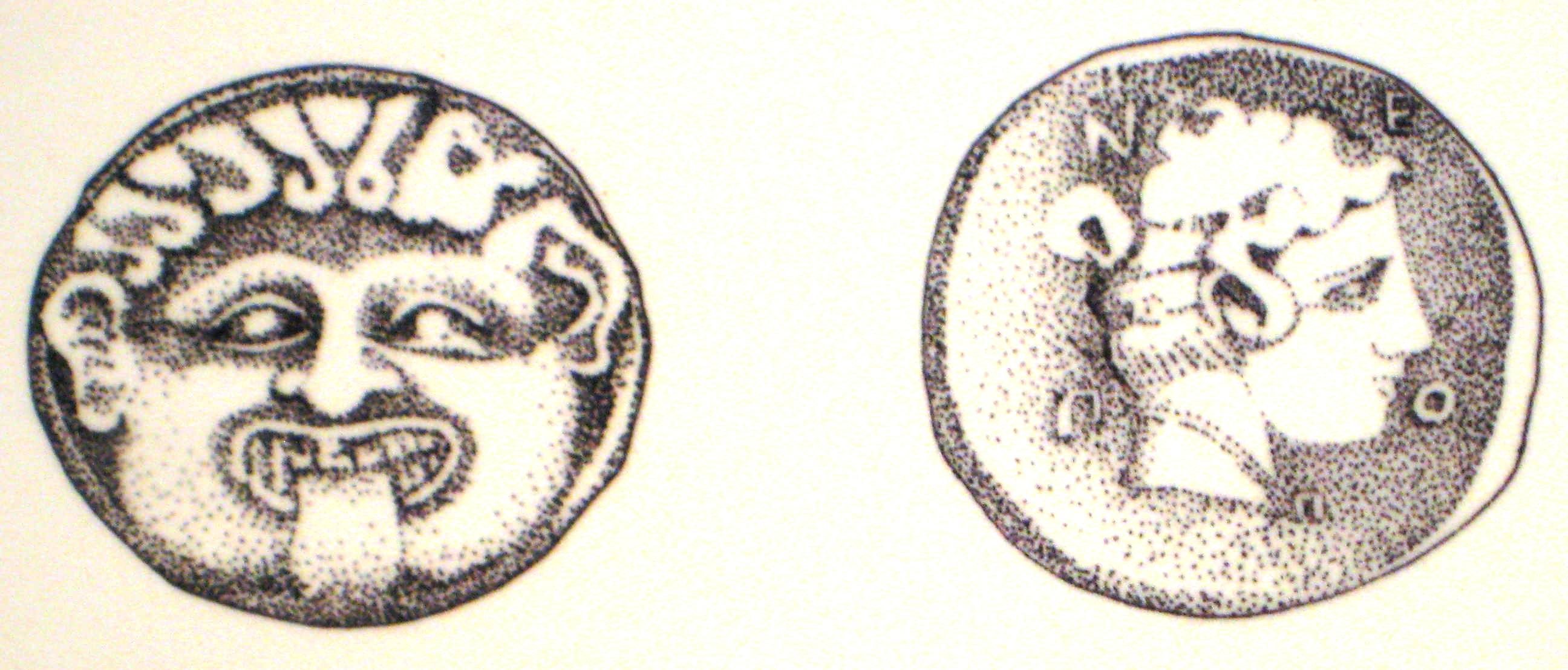
Moedas de prata de Neápolis, com representações de Górgona e da cabeça de Partenos, divindade padroeira da antiga Neápolis (465-455 a.C.)

A cidade foi fundada no final do século VII a.C. por colonos de Thassos. Foi uma das várias colónias da Tassídia ao longo da costa, todas fundadas para aproveitar as ricas minas de ouro e prata, especialmente as localizadas na montanha Pangaion, nas proximidades (que acabaram por ser exploradas por Filipe II da Macedónia).

## Contexto bíblico
A cidade, na época chamada Neápolis, é mencionada uma única vez na Bíblia, no capítulo 16 de Atos dos Apóstolos.